# Plaža Firule
Firule su poznata pješčana plaža u gradskom kotaru Firule. Smještena je u istoimenoj uvali. Duga je 240 metara, s betonskim mulom koji više nije u upotrebi. Na plaži se godišnje održava prvenstvo glavometa, a poznata je i kao drugo odredište po važnosti splitskih igrača picigina. Plaža je ljeti prepuna kupača, a zimi je omiljeno odredište manjeg broja stalnih kupača, koji u zavjetrini što je pruža uvala (relativno je dobro zaklonjena od bure) uživaju u zimskom suncu.
Duž cijele uvale je šetnica koja je i zimi prepuna šetača.